# Tomas Ryde
Tomas Ryde er en svensk håndboldtræner. Han træner Rumæniens kvindehåndboldlandshold og storklubben CSM Bucuresti.
Han har tidligere trænet det svenske kvindehåndboldlandshold i to omgange, Ikast-Bording og Viborg HK, hvor han vandt EHF Champions League i 2006.